# 에이든 퀸
에이든 퀸(Aidan Quinn, 1959년 3월 8일 ~ )은 미국의 배우이다. 《잃어버린 청춘》(1985)으로 1986년 제38회 프라임타임 에미상 미니시리즈·TV 영화 부문 남우주연상 후보에 올랐으며, 《나를 운디드니에 묻어주오》(2007)로 2007년 제59회 프라임타임 에미상 동일 부문 남우조연상 후보로 지명되었다.

## 출연 작품

### 영화
- 레크레스 (1984)
- 잃어버린 청춘 (1985, An Early Frost)
- 마돈나의 수잔을 찾아서 (1985)
- 미션 (1986)
- 잠복근무 (1987)
- 아발론 (1990)
- 베니와 준 (1993)
- 가을의 전설 (1994)
- 프랑켄슈타인 (1994)
- 헨리에타의 별 (1995, The Stars Fell on Henrietta)
- 마이클 콜린스 (1996)
- 어싸인먼트 (1997)
- 프랙티컬 매직 (1998)
- 뮤직 오브 하트 (1999)
- 인 드림스 (1999)
- 송캐처 (2000)
- 에블린 (2002)
- 송 포 어 래기 보이 (2003)
- 나인 라이브즈 (2005)
- 나를 운디드니에 묻어주오 (2007)
- 와일드 차일드 (2008)
- 더 이클립스 (2009)
- 플립 (2010) - 리차드 베이커 역
- 언노운 (2011)

### 텔레비전
- 엘리멘트리 (2012-19)